# Вара Супериоре (Савона)
Вара Супериоре је насеље у Италији у округу Савона, региону Лигурија.
Према процени из 2011. у насељу је живело 110 становника. Насеље се налази на надморској висини од 793 м.